# Аминофф, Бернд Йонас
Бернд Йонас Аминофф (7 апреля 1775, Лохья – 22 февраля 1823, Таммисаари) финский командир батальона, подполковник Русской императорской армии.

## Биография
Аминофф родился в 1775 году. Его мать, баронесса Ловиса Шарлотта Армфельт (1750-1821), была дочерью подполковника и барона Клаеса Армфельта и внучкой генерала от инфантерии, барона Карла Густава Армфельта. Отец принадлежал к дворянскому роду Аминовых и был капитаном, рыцарем ордена Меча Берндт Йонас Аминофф (1729-1804). Полковник и депутат сейма Берндт Адольф Карл Грегори Аминофф был сыном Аминоффа. Архитектор Берндт Ивар Аминофф и генерал-майор Адольф Петтер Йоханнес Аминофф были внуками Аминоффа. У Аминоффа было всего семь детей от Ульрики Маргареты Аминофф.
Он начал свою военную карьеру в 1780 году, в возрасте пяти лет, как доброволец в Нюландском пехотном полку. Аминофф быстро продвигался по службе, став сержантом в 1784 году, фендриком в 1787 году и лейтенантом в 1796 году.
В 1804 году Аминофф получил звание капитана и стал командиром батальона в полку генерала Карла Юхана Адлеркрейца. Он участвовал в русско-шведской войне 1808-1809 годов , после которой покинул шведскую службу в 1810 году.
После того как Финляндия стала Великим княжеством в составе Российской империи, Аминофф продолжил военную карьеру уже в российской армии. В 1812 году он стал командиром батальона в первом егерском полку, который был сформирован по приказу императора Александра I. Аминофф привел 1-й батальон Выборгского полка в Санкт-Петербург, где полк нес гарнизонную службу во время наполеоновских войн.
Аминофф участвовал в церемонии Te Deum в Казанском соборе Петербурга, которая отмечала и чествовала взятие Берлина русской армией в 1813 году.
Аминофф участвовал в важных церемониях в Санкт-Петербурге, включая похороны фельдмаршала Михаила Кутузова и генерала от инфантерии графа Густава Морица Армфельта в 1813 и 1814 годах соответственно. Глава Министерства полиции России, генерал, граф Сергей Кузьмич Вязмитинов похвалил строй, порядок и мастерство полка после похорон князя Кутузова. Командиры полка получили признание от генерала Вязмитинова.
Он был повышен до майора в 1813 году и до подполковника в 1814 году. Чин майора и подполковника давали право на потомственное дворянство в Российской Империи.
Когда в 1818 году был создан рыцарский дом Финляндии, Аминофф и его сын были внесены в матрикул Рыцарского собрания Великого княжества Финляндского под № 36. Он владел поместьем Стор-Бакка (Барка) в Сиунтио и имением в Таммисаари. У Аминоффа была обширная библиотека, насчитывающая 713 томов.